# 伊德勒陨石坑
伊德勒陨石坑（Ideler）是月球正面南部高地区上的一座大撞击坑，其名称取自十八世纪德国天文学家克里斯蒂安·路德维格·伊德勒（Christian Ludwig Ideler，1766年-1846年），1935年被国际天文学联合会批准接受。

## 描述
该陨坑西北偏北靠近布赖斯拉克环形山、西北毗邻巴罗夏斯环形山、斯帕兰扎尼陨石坑位于它的东北、而东南偏东和西南分别坐落了皮蒂斯楚斯环形山和培根环形山。该陨坑中心月面坐标为49°12′S 22°18′E / 49.2°S 22.3°E，直径37.8公里，深度2.33公里。
伊德勒陨石坑轮廓呈多边形状，西南侧向外突出，坑壁已受磨损和侵蚀，其中北侧坑壁内外各覆盖着一座小陨坑，西侧坑壁紧挨了卫星坑伊德勒 R，而它的东部则部分重叠在卫星坑伊德勒 L之上，二者形成了一对大小类似的联坑。陨坑的内侧壁较为平整，坑壁高出周边地形1010米，内部容积约1061立方千米。杯状的坑底较这平坦，没有其它典型的地貌结构。

## 卫星陨石坑
按惯例，最靠近伊德勒陨石坑的卫星坑将在月图上以字母标注在它的中心点旁边

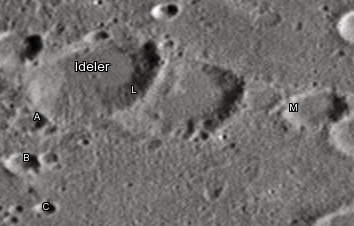
戴维·坎贝尔图片.

| 伊德勒 | 纬度    | 经度    | 直径    |
| ------ | ------- | ------- | ------- |
| A      | 50.1° S | 22.0° E | 11 公里 |
| B      | 50.6° S | 22.3° E | 11 公里 |
| C      | 51.2° S | 23.2° E | 7 公里  |
| L      | 49.2° S | 23.6° E | 36 公里 |
| M      | 48.8° S | 25.6° E | 20 公里 |

## 另请参阅
- Andersson, L. E.; Whitaker, E. A. . NASA RP-1097. 1982.
- Blue, Jennifer. . USGS. July 25, 2007  [2007-08-05]. （原始内容存档于2012-04-08）.
- Bussey, B.; Spudis, P. . New York: Cambridge University Press. 2004. ISBN 978-0-521-81528-4.
- Cocks, Elijah E.; Cocks, Josiah C. . Tudor Publishers. 1995. ISBN 978-0-936389-27-1.
- McDowell, Jonathan. . Jonathan's Space Report. July 15, 2007  [2007-10-24]. （原始内容存档于2012-05-26）.
- Menzel, D. H.; Minnaert, M.; Levin, B.; Dollfus, A.; Bell, B. . Space Science Reviews. 1971, 12 (2): 136–186. Bibcode:1971SSRv...12..136M. doi:10.1007/BF00171763.
- Moore, Patrick. . Sterling Publishing Co. 2001. ISBN 978-0-304-35469-6.
- Price, Fred W. . Cambridge University Press. 1988. ISBN 978-0-521-33500-3.
- Rükl, Antonín. . Kalmbach Books. 1990. ISBN 978-0-913135-17-4.
- Webb, Rev. T. W.  6th revised. Dover. 1962. ISBN 978-0-486-20917-3.
- Whitaker, Ewen A. . Cambridge University Press. 1999. ISBN 978-0-521-62248-6.
- Wlasuk, Peter T. . Springer. 2000. ISBN 978-1-85233-193-1.